# Alexandra Stewart
Alexandra Stewart (Montreal, 10 giugno 1939) è un'attrice canadese.

## Biografia
Sul finire degli anni cinquanta lasciò il Canada per trasferirsi a Parigi ed intraprendere gli studi d'arte. Nel 1958 si iscrisse al Conservatoire national supérieur de musique et de danse e, nello stesso anno, interpretò un ruolo principale nel film I centauri di Jean Laviron. Attrice perfettamente bilingue (francese ed inglese), intraprese una lunga carriera che la vide interprete in film di molti generi. Nel 1974 ebbe una figlia di nome Justine dal marito, il regista Louis Malle.

## Filmografia parziale

### Cinema
- Club di ragazze (Club de femmes), regia di Ralph Habib (1956)
- I centauri (Les motards), regia di Jean Laviron (1959)
- La dolce età (Le bel âge), regia di Pierre Kast (1960)
- Tarzan il magnifico (Tarzan the Magnificent), regia di Robert Day (1960)
- Le distrazioni (Les distractions), regia di Jacques Dupont (1960)
- Exodus, regia di Otto Preminger (1960)
- Chi ha ucciso Bella Shermann? (La mort de Belle), regia di Édouard Molinaro (1961)
- I cattivi colpi (Les mauvais coups), regia di François Leterrier (1961)
- Le sirene urlano i mitra sparano (Une grosse tête), regia di Claude de Givray (1962)
- Bekenntnisse eines möblierten Herrn, regia di Franz Peter Wirth (1963)
- Die endlose Nacht, regia di Will Tremper (1963)
- Fuoco fatuo (Le feu follet), regia di Louis Malle (1963)
- Confetti al pepe (Dragées au poivre), regia di Jacques Baratier (1963)
- Nude per amare (Das große Liebesspiel), regia di Alfred Weidenmann (1963)
- Merci Natercia!, regia di Pierre Kast (1963)
- Ro.Go.Pa.G., secondo episodio, regia di Jean-Luc Godard (1963)
- ...e la donna creò l'uomo, regia di Camillo Mastrocinque (1964)
- Sie nannten ihn Gringo, regia di Roy Rowland (1965)
- Mickey One, regia di Arthur Penn (1965)
- Thrilling, regia di Carlo Lizzani, Gian Luigi Polidoro e Ettore Scola (1965) (segmento "Il vittimista")
- Marcia Nuziale, regia di Marco Ferreri (1966) (episodio "Igiene coniugale")
- Dossier Marocco 7 (Maroc 7), regia di Gerry O'Hara (1967)
- La schiuma dei giorni (L'écume des jours), regia di Charles Belmont (1968)
- La sposa in nero (La mariée était en noir), regia di François Truffaut (1968)
- ...solo quando rido (Only When I Larf), regia di Basil Dearden (1968)
- Bye bye, Barbara, regia di Michel Deville (1969)
- Aspettando Caroline (Amore in tre) (Waiting for Caroline), regia di Ron Kelly (1969)
- Umano, non umano, regia di Mario Schifano (1969)
- Ohrfeigen, regia di Rolf Thiele (1970)
- Intrigo pericoloso (The Man Who Had Power Over Women), regia di John Krish (1970)
- Zeppelin, regia di Etienne Périer (1971)
- Far from Dallas, regia di Philippe Toledano (1972)
- Effetto notte (La nuit américaine), regia di François Truffaut (1973)
- Contratto marsigliese (The Marseille Contract), regia di Robert Parrish (1974)
- Luna nera (Black Moon), regia di Louis Malle (1975)
- Goodbye Emmanuelle, regia di François Leterrier (1977)
- Donna è meraviglia (In Praise of Older Women), regia di George Kaczender (1978)
- L'amante proibita (La petite fille en velours bleu), regia di Alan Bridges (1978)
- Gli altri giorni del Condor (Agency), regia di George Kaczender (1981)
- Bolero (Les Uns et les Autres), regia di Claude Lelouch (1981)
- Aiutami a sognare, regia di Pupi Avati (1981)
- Cercasi Gesù, regia di Luigi Comencini (1982)
- Il sangue degli altri (Le Sang des autres), regia di Claude Chabrol (1984)
- Under the Cherry Moon, regia di Prince (1986)
- Frantic, regia di Roman Polański (1988)
- Sotto la sabbia (Sous la sable), regia di François Ozon (2000)
- Due per un delitto (Mon petit doigt m'a dit...), regia di Pascal Thomas (2005)
- Nessuna qualità agli eroi, regia di Paolo Franchi (2009)
- La verità nascosta (La cara oculta), regia di Andrés Baiz (2011)
- After Blue (Paradis sale), regia di Bertrand Mandico (2021)

### Televisione
- La figlia di Mistral (Mistral's Daughter), regia di Kevin Connor e Douglas Hickox – miniserie TV (1984)
- Il Santo (The Saint) – serie TV, episodio 5x09 (1966)
- Il segno del comando, regia di Giulio Questi – film TV (1992)
- Il grande fuoco, regia di Fabrizio Costa – miniserie TV (1995)

## Doppiatrici italiane
Nelle versioni in italiano nelle opere in cui ha recitato, Alexandra Stewart è stata doppiata da:
- Maria Pia Di Meo in Marcia nuziale, Contratto marsigliese
- Flaminia Jandolo in Exodus
- Adriana Asti in Aiutami a sognare
- Ada Maria Serra Zanetti in Sotto la sabbia
- Alba Cardilli in Due per un delitto
- Adele Pellegatta in La verità nascosta